# Lets kampioenschap dammen
Het Lets kampioenschap dammen is het damkampioenschap van Letland en wordt georganiseerd door de Letse dambond. 

## Tabel van de nummers 1, 2 en 3 vanaf 2017
| Jaar | Goud                | Zilver           | Brons             |
| ---- | ------------------- | ---------------- | ----------------- |
| 2011 | Vladislavs Vesperis | Benno Boetoelis  | Raimonds Vipulis  |
| 2012 | Guntis Valneris     | Roberts Misans   | Raimonds Vipulis  |
| 2013 | Laimonis Zalitis    | Rajvis Paegle    | Goenar Zalitis    |
| 2014 | Zoja Golubeva       | Laimonis Zalitis | Benno Boetoelis   |
| 2015 | Raimonds Vipulis    | Ivars Vidrins    | Elena Tsjesnokova |
| 2016 | Laimonis Zalitis    | Rajvis Paegle    | Raimonds Vipulis  |
| 2017 | Raimonds Vipulis    | Roberts Misans   | Laimonis Zalitis  |
| 2018 | Guntis Valneris     | Zoja Golubeva    | Raimonds Vipulis  |
| 2019 | Elena Tsjesnokova   | Zoja Golubeva    | Gunars Gribuska   |
| 2020 | Guntis Valneris     | Raimonds Vipulis | Gunars Gribuska   |